# حزب التنمية والإصلاحات
حزب التنمية والإصلاحات هو حزب سياسي في كينيا.
غير اسمه رسميًا إلى التحالف الديمقراطي المتحد في ديسمبر 2020.

## التاريخ
تأسس الحزب باسم حزب العمل في فبراير 2012 من قبل هيلاري يغون من أجل خوض الانتخابات العامة 2013. شكل في وقت لاحق تحالف انتخابي مع المؤتمر الوطني الكيني للانتخابات العامة لعام 2013،  والتي تمت صياغتها رسميًا باسم تحالف النسر. رشح التحالف بيتر كينيث كمرشح رئاسي له. في الانتخابات، احتل كينيث المركز الرابع في السباق الرئاسي بنسبة 0.6٪ من الأصوات. فشل حزب العمل في الفوز بالبرلمان وحصل على أقل من 0.05٪ من الأصوات.
قبل الانتخابات العامة لعام 2017، تم تغيير اسم الحزب إلى حزب الإصلاحات والتنمية. في الانتخابات، أيد الحزب الرئيس أوهورو كينياتا،  وفاز أيضًا بأربعة مقاعد في الجمعية الوطنية وواحد في مجلس الشيوخ.